# Alexander Bain (uppfinnare)
Alexander Bain, född 1811 och död 2 januari 1877, var en skotsk mekaniker och uppfinnare.
Bain uppfann 1843 en elektrisk telegraf, där teckenbildningen inte grundade sig på den elektriska strömmens elektromagnetiska verkningar utan på dess elektrolytiska effekt. Bain hade tidigare uppfunnit även en kopieringsapparat, med vilken ett telegram kunde kopieras på mottagningsstationen, en uppfinning, som dock inte fick någon praktisk användning, trots att den senare varit av stor betydelse för den senare utformningen av bildöverföring. Sin största berömmelse vann Bain, genom att vara den förste, som kom på idén att ersätta den manuella telegrafen med en mekanisk anordning, vilken med gav större precision i tecknens formande, stadga i utsändningen och hastighet vid transmissionen samt kom till användning i senare snabbskrift- och multiplextelegrafsystem.

## Electric Printing Telegraph
1843 tog Bain patent på det som ibland kallats den första faxmaskinen. År 1846 kunde han reproducera och överföra grafiska tecken i laboratorieexperiment. Han fick brittiskt patent 9745 den 27 maj 1843 för sin "Electric Printing Telegraph".
Han hade tidigare uppfunnit en elektriskt driven pendel för klockor samt en metod att med ett elektriskt stift rita på ett kemiskt behandlat papper. Dessa uppfinningar blev viktiga delar i hans elektriska printtelegraf. Signalen skickades på telegrafledningar som normalt användes för morsetelegrafering. Detta var drygt 30 år före Alexander Graham Bells patent på telefonen.